# Buffalo, Kansas
Buffalo är en ort i Wilson County i Kansas. Vid 2010 års folkräkning hade Buffalo 232 invånare.